# Real Emotion/1000 no Kotoba
Singles de Kumi Kōda
M.A.Z.E
(2002) COME WITH ME
(2003)
Real Emotion / 1000 no Kotoba est le 7e single de Kumi Kōda sorti sous le label Rhythm Zone le 5 mars 2003 au Japon. Il atteint la 3e place du classement de l'Oricon. Il se vend à 35 054 exemplaires la première semaine, et reste classé pendant 5 semaines, pour un total de 282 734 exemplaires vendus. C'est le 3e single le plus vendu de Kumi Kōda à ce jour.
Real Emotion a été utilisé comme musique de générique d'ouverture du jeu vidéo Final Fantasy X-2; 1000 no Kotoba a été utilisé pour certaines scènes du jeu ainsi que pour les crédits à la fin du jeu. Real Emotion et 1000 no Kotoba se trouvent sur l'album Grow into One et sur la compilation Best: First Things; 1000 no Kotoba se trouve également sur la compilation Best: Bounce and Lovers et sur l'album remix Koda Kumi Driving Hit's 2; Real Emotion se trouve également sur l'album remix Koda Kumi Driving Hit's.

## Liste des titres
| 1. | Real Emotion                               | Kenn Kato        | Kazuhiro Hara, H-Wonder          | 4:01 |
| 2. | 1000 no Kotoba (1000の言葉)                | Kazushige Nojima | Takahito Eguchi, Noriko Matsueda | 6:02 |
| 3. | Real Emotion (instrumental)                |                  | Kazuhiro Hara, H-Wonder          | 3:59 |
| 4. | 1000 no Kotoba (instrumental) (1000の言葉) |                  | Takahito Eguchi, Noriko Matsueda | 5:58 |